# Dmitri Pozharski
Dmitri Mijaílovich Pozharski (del ruso: Дмитрий Михайлович Пожарский ‘[ˈdmʲitrʲɪj mʲɪˈxajləvʲɪtɕ pɐˈʐarskʲɪj]’) 17 de octubre de 1578 — Zarato ruso, 30 de abril de 1642) fue un príncipe de la Dinastía Rúrika, que lideró la lucha por la independencia contra la invasión polaco-lituana en el Período Tumultuoso. Obtuvo de Miguel I de Rusia el título (sin precedente) de Salvador de la Patria.

## Biografía
Pozharski descendía de una dinastía de príncipes soberanos que gobernaron la ciudad de Starodub del Kliazma, cerca de Súzdal. En un momento del siglo XV su patrimonio familiar se quemó, y por este hecho la familia recibió el nombre de Pozharski (proviene de Пожар, pozhar, que significa «conflagración»). Es interesante resaltar que la madre de Dmitri venía de la dinastía Beklemíshev, como la madre de Mijaíl Kutúzov, al que se le acredita la salvación de Rusia precisamente dos siglos después, contra la Grande Armée de Napoleón.
La familia nunca fue particularmente prominente, y la vida de Dmitri no está documentada hasta que tomó parte en el Zemski Sobor que eligió a Borís Godunov para el trono de Rusia en 1598. Cuatro años después, se atestigua que era un stólnik. Cuando el Periodo Tumultuoso estalló, tras la muerte de Godunov, estuvo presente en la defensa de Kolomna (1608) y ayudó a Basilio IV de Rusia durante el sitio de Moscú de 1609. Más tarde en el mismo año, derrotó a los cosacos de Iván Bolótnikov en el río Pejorka. En 1610, Pozharski estaba al mando de la defensa de Zaraisk contra las fuerzas de Dimitri II.

## Lucha por la independencia
En ese tiempo, la indignación popular contra los abusos de los agresores polacos había crecido. Después de que Prokopi Liapunov organizara la Primera milicia popular en Riazán, Pozharski se unió a la causa de los rebeldes. Tuvo un papel prominente en la primera revuelta de Moscú pero fue herido el 19 de marzo de 1611 mientras defendía su casa en la Plaza Lubianka y fue transportado por sus compañeros al Monasterio de la Trinidad y de San Sergio para su convalecencia.
En otoño de 1611, cuando Pozharski se recuperaba en su posesión de Puretski cerca de Súzdal, fue visitado por una delegación de burgueses que le ofrecieron el mando de la Segunda milicia popular que se estaba reuniendo en Nizhni Nóvgorod. El príncipe lo aceptó, a condición de que le asistiera Kuzmá Minin, un representante de los mercaderes de Nizhni Nóvgorod.

### Batalla por Moscú

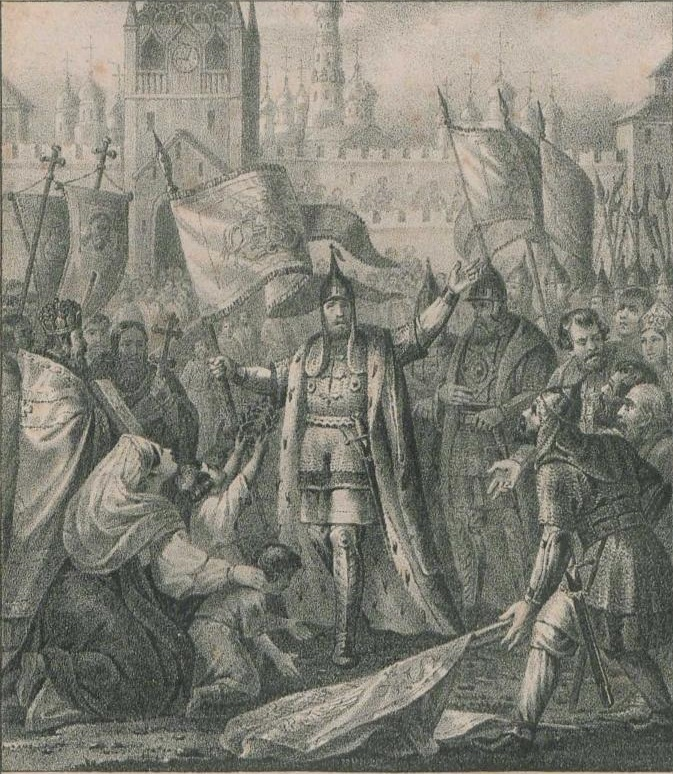
Soldados polacos se rinden al príncipe Pozharski. Ilustración de Boris Chorikov.

Aunque el cuerpo de voluntarios tenía como objetivo echar a los invasores polacos y lituanos de Moscú, Pozharski se dirigió primero a Yaroslavl. Aquí residieron por seis meses, vacilando hasta que se desvaneció la oportunidad de un ataque rápido. Hombre devoto, Pozharski le rezó ferviertemente a uno de los iconos rusos más santos, el de la Virgen de Kazán, antes de avanzar hacia Moscú. Incluso entonces avanzó lenta y tímidamente, celebrando ceremonias religiosas en Rostov y haciendo homenajes a tumbas ancestrales en Súzdal, por lo que le costó varios meses llegar al monasterio de la Trinidad, cuyas autoridades le suplicaron sin efecto que acelerara el progreso de sus tropas.
Finalmente, el 18 de agosto de 1612, el Ejército Voluntario acampó a cinco verstás de Moscú, en el momento en que el hetman Chodkiewicz llegaba con provisiones para la guarnición polaca del Kremlin. Al día siguiente Pozharski avanzó hacia la puerta de Arbat y dos días después se encontró con el regimiento de Chodkiewicz en una batalla de cuatro días. El resultado victorioso fue debido en una parte no pequeña a las decisivas acciones del asistente de Pozharski, el príncipe Dmitri Trubetskói, que capturó las provisiones que se habían llevado para los polacos acuartelados en el kremlin. Como resultado, los polacos empezaron a pasar hambre y tuvieron que rendirse a Pozharski y Trubetskói en octubre.

### La posguerra
Pozharski y Trubetskói presidieron el gobierno de Moscú durante medio año, hasta que el Zemski Sobor el 21 de febrero (6 de marzo) de 1613 eligió a un nuevo zar Miguel I de Rusia (primer zar de la dinastía Románov), siendo nombrado Pozharski boyardo y Trubetskói siendo honrado incluso más. El Período Tumultuoso había terminado, pero seguían problemas menores que no podían haber sido solucionados. En 1615, Pozharski combatió a la Lisowczycy y tres años después se enfrentó a las tropas de Vladislao IV, ya que el conservador sistema del méstnichestvo le impidió ejercer el mando supremo en ninguno de estos encuentros. Gobernó Nóvgorod entre 1628 y 1630 y fortificó Moscú ante un esperado ataque de los tártaros de Crimea en 1637. El último papel militar de Pozharski fue durante la Guerra de Smolensk, donde fue relegado a responsabilidades secundarias.
Tan pronto como la paz fue restaurada, a Pozharski se le dieron envidiables cargos en la administración de Moscú. Entre otras posiciones, dirigió el prikaz de Transporte en 1619, el prikaz de Policía entre 1621 y 1628 y el prikaz de los Jueces de Moscú en 1637 y entre 1640 y 1642. Fue convocado por el zar para discutir con los embajadores ingleses en 1617 y con los polacos en 1635. En reconocimiento a sus servicios, se le otorgaron grandes fincas alrededor de Moscú, donde patrocinó varias iglesias, que vistas en retrospectiva, suponen unos monumentos a su propia victoria contra los polacos y los lituanos durante una extremada crisis en la historia del estado ruso. Sobrevive en Medvédkovo una de estas iglesias de techo tipo acarpanado. Otra es la Catedral de Kazán de Moscú, contigua a la Plaza Roja por el nordeste, la dirección por la que llegó el ejército de Pozharski a salvar a los moscovitas en 1612.

## Legado
La familia de Pozharski se extinguió en 1672, cuando murió su nieta, que se había casado con el príncipe Yuri Dolgorúkov, el más famoso comandante ruso de su tiempo. Su memoria sería valorada por la dinastía Románov que en gran parte le debía a su valor y habilidades el haber conseguido la corona. Durante las Guerras napoleónicas, cuando los sentimientos patrióticos estaban en alza, se erigió en la Plaza Roja un monumento en bronce. El día que Pozharski y Minin entraron en el Kremlin de Moscú como liberadores fue declarado fiesta nacional en 2005, Día de la Unidad Popular.

## Galería

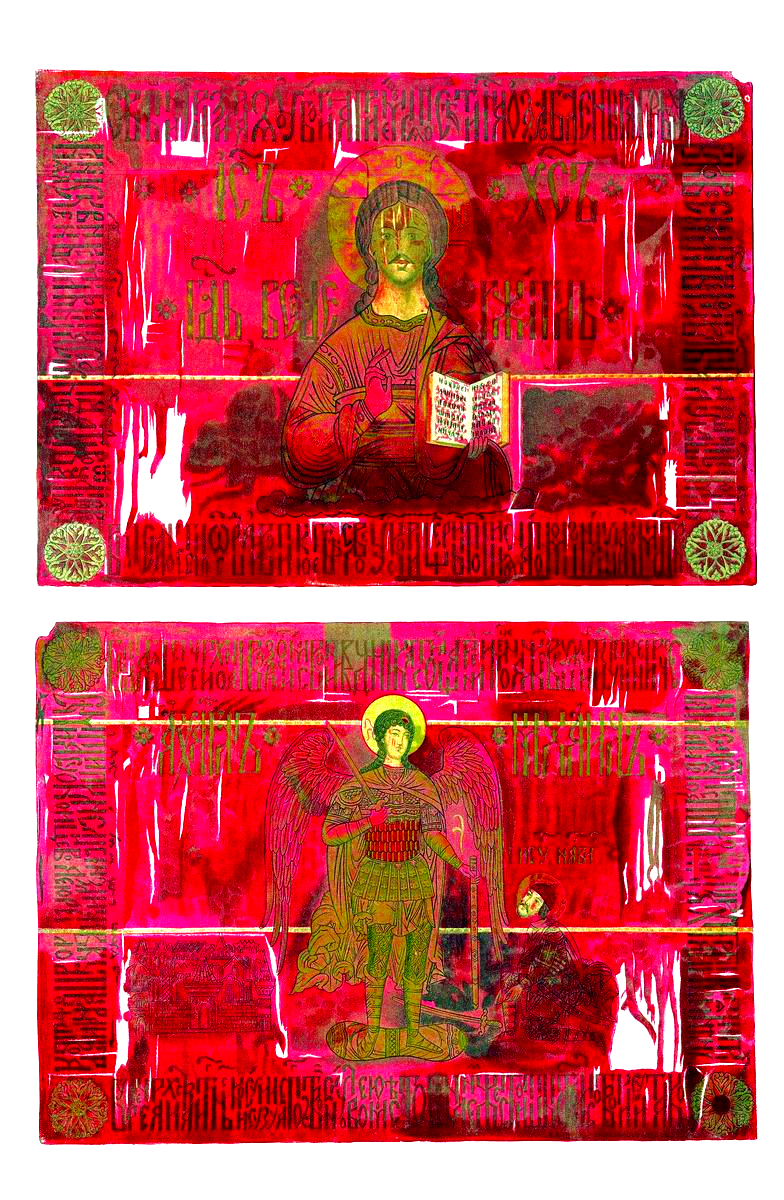
La bandera de batalla de Dmitri Pozharski representa los iconos de Jesucristo y el Arcángel Miguel
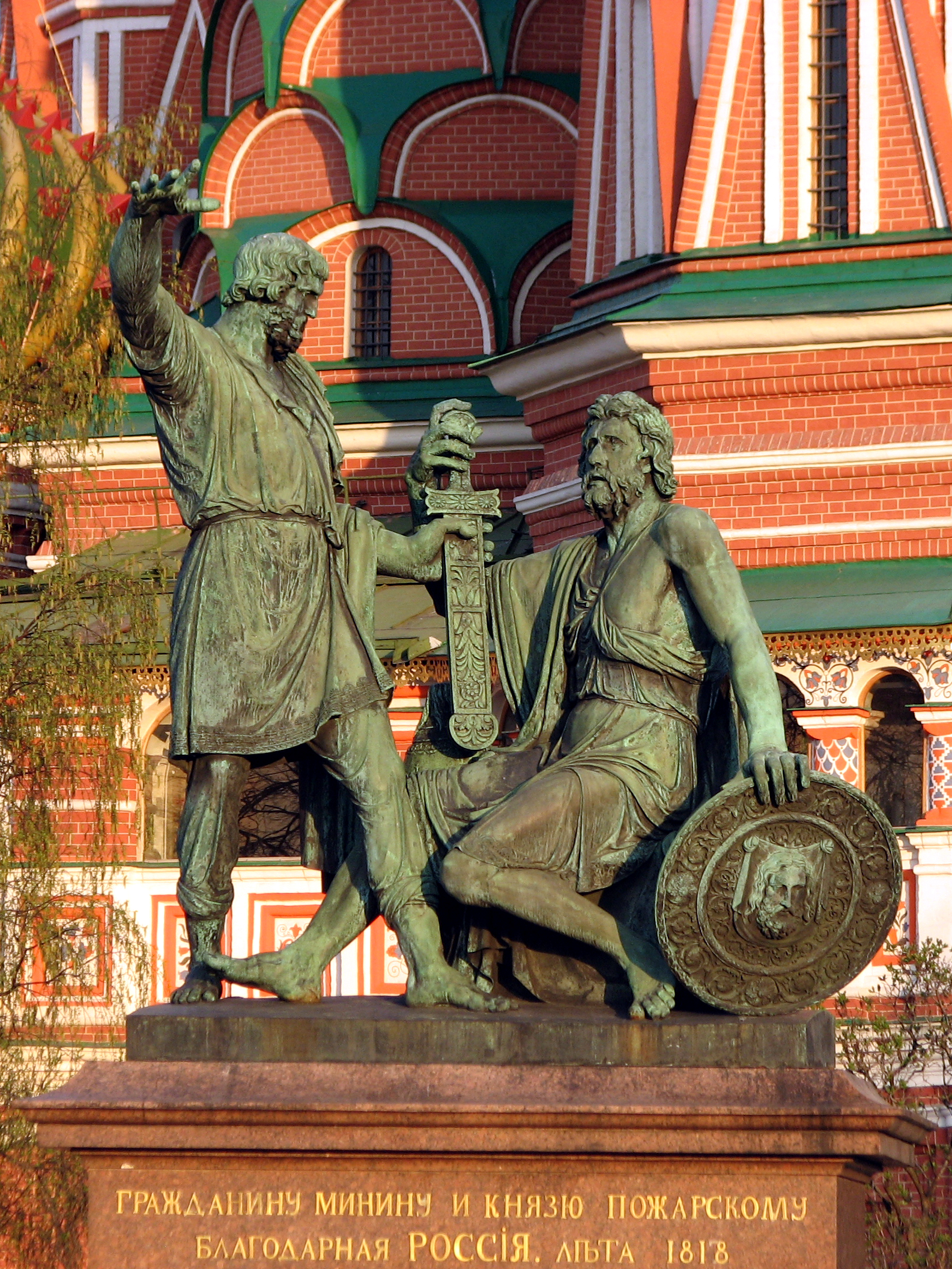
Monumento a Minin y Pozharski (1804-16) en frente de la Catedral de San Basilio
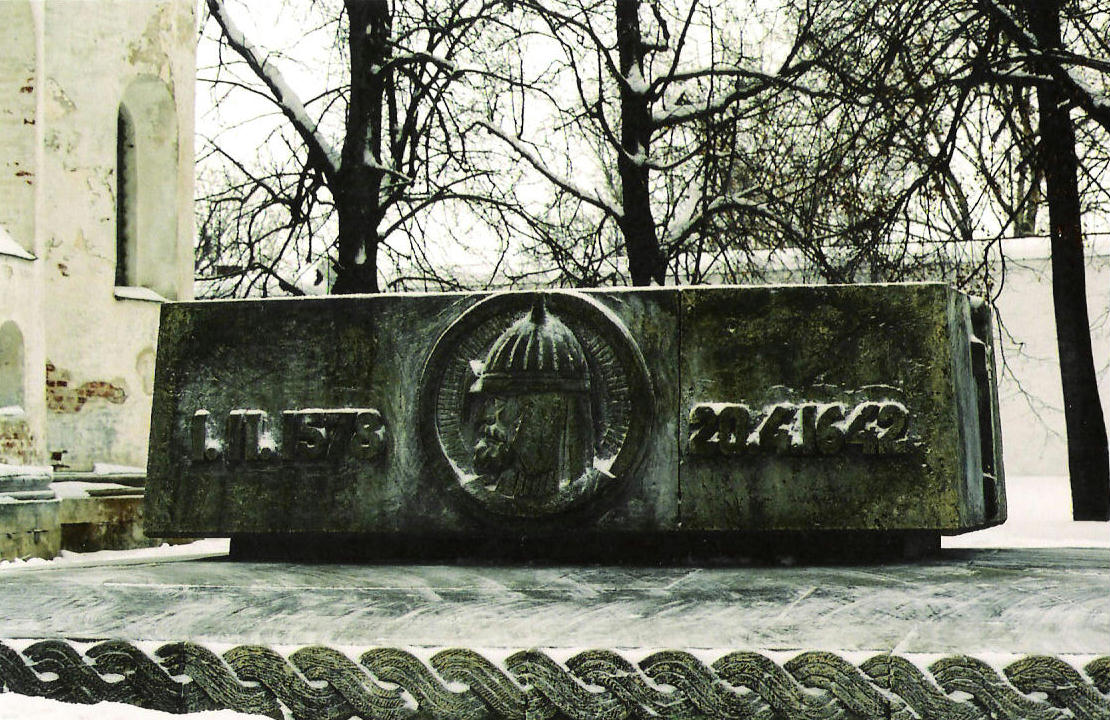
Monumento en Súzdal
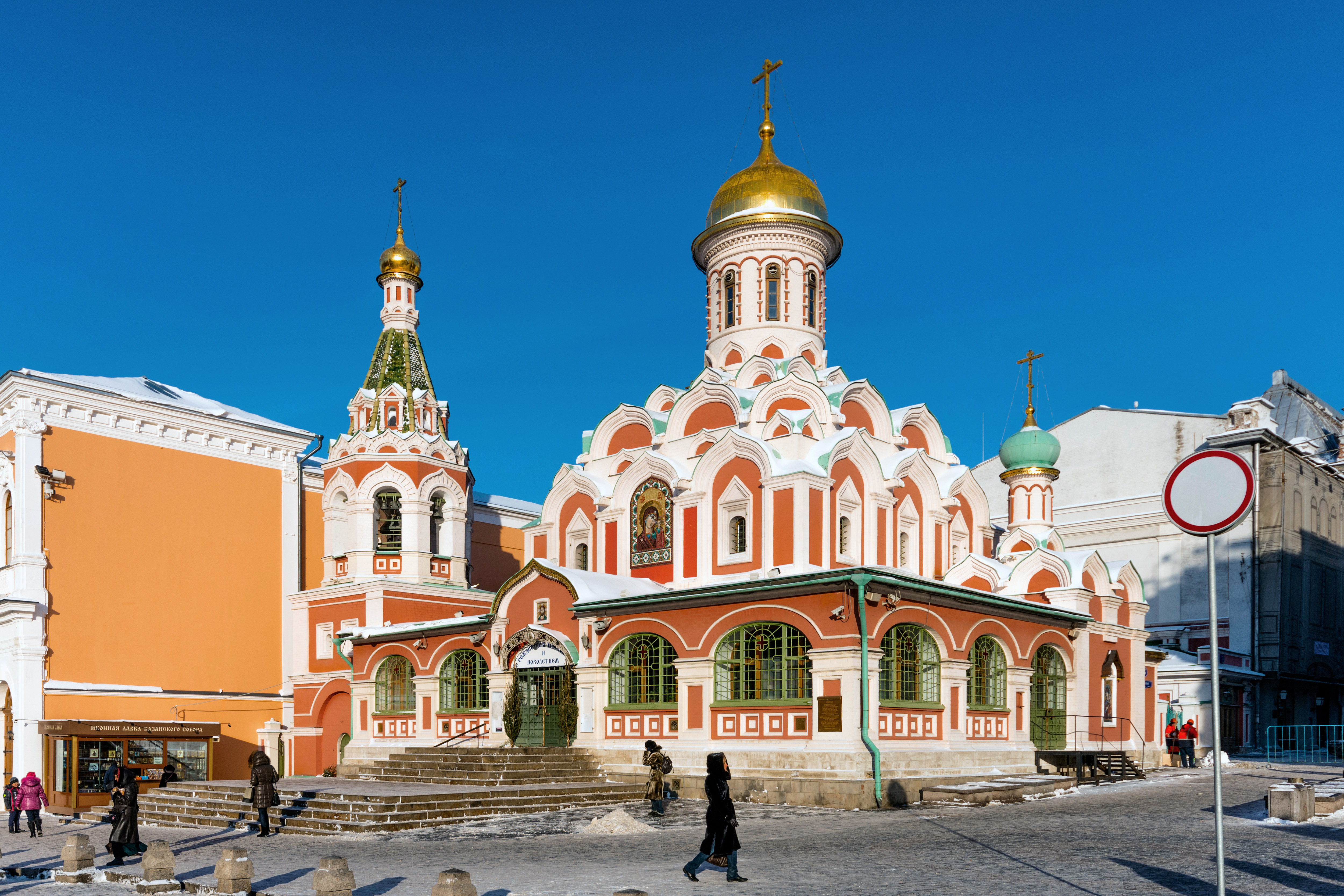
Catedral de Kazán de Moscú, patrocinada por el príncipe Pozharski